# ИП-5

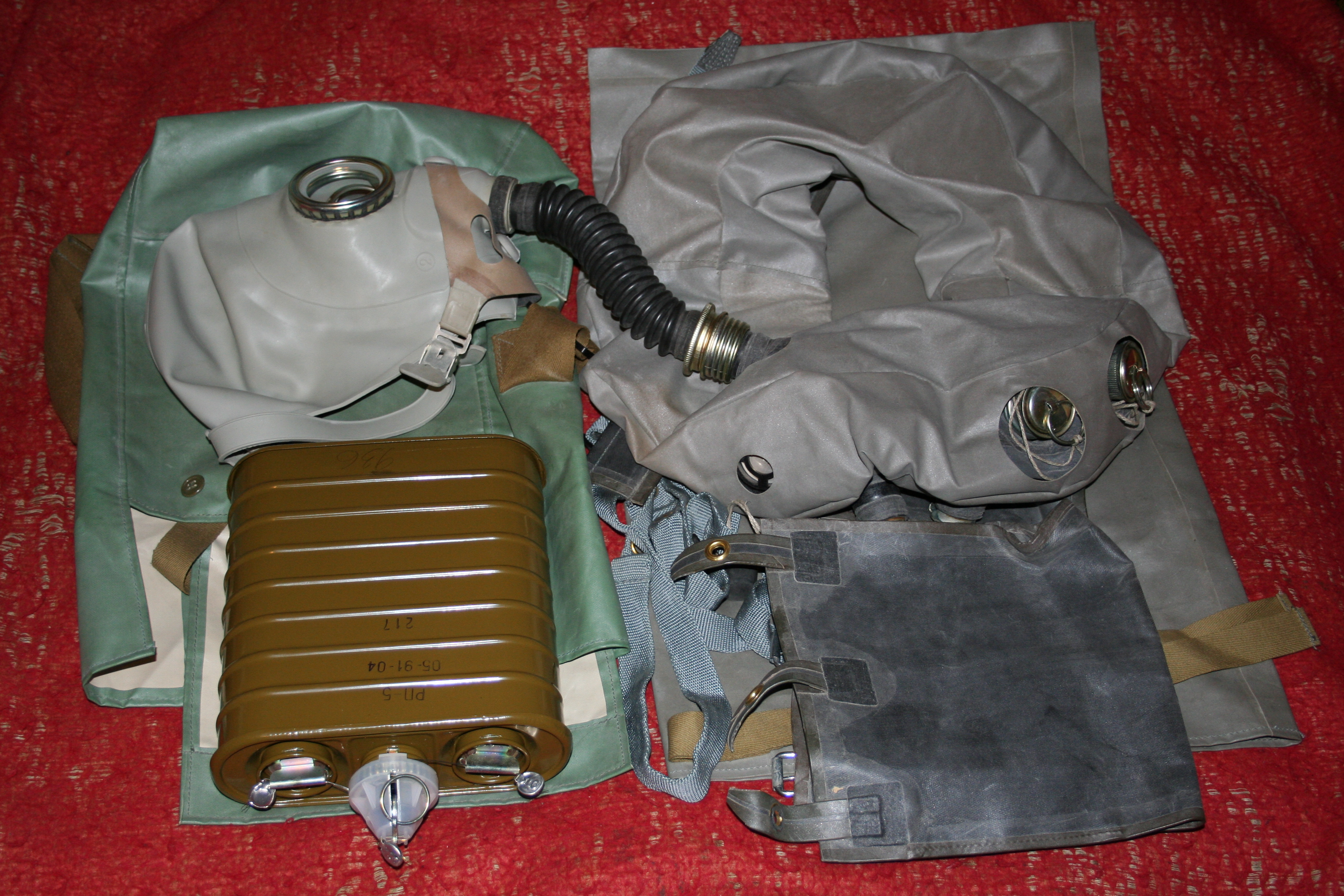
Советский изолирующий противогаз ИП-5.

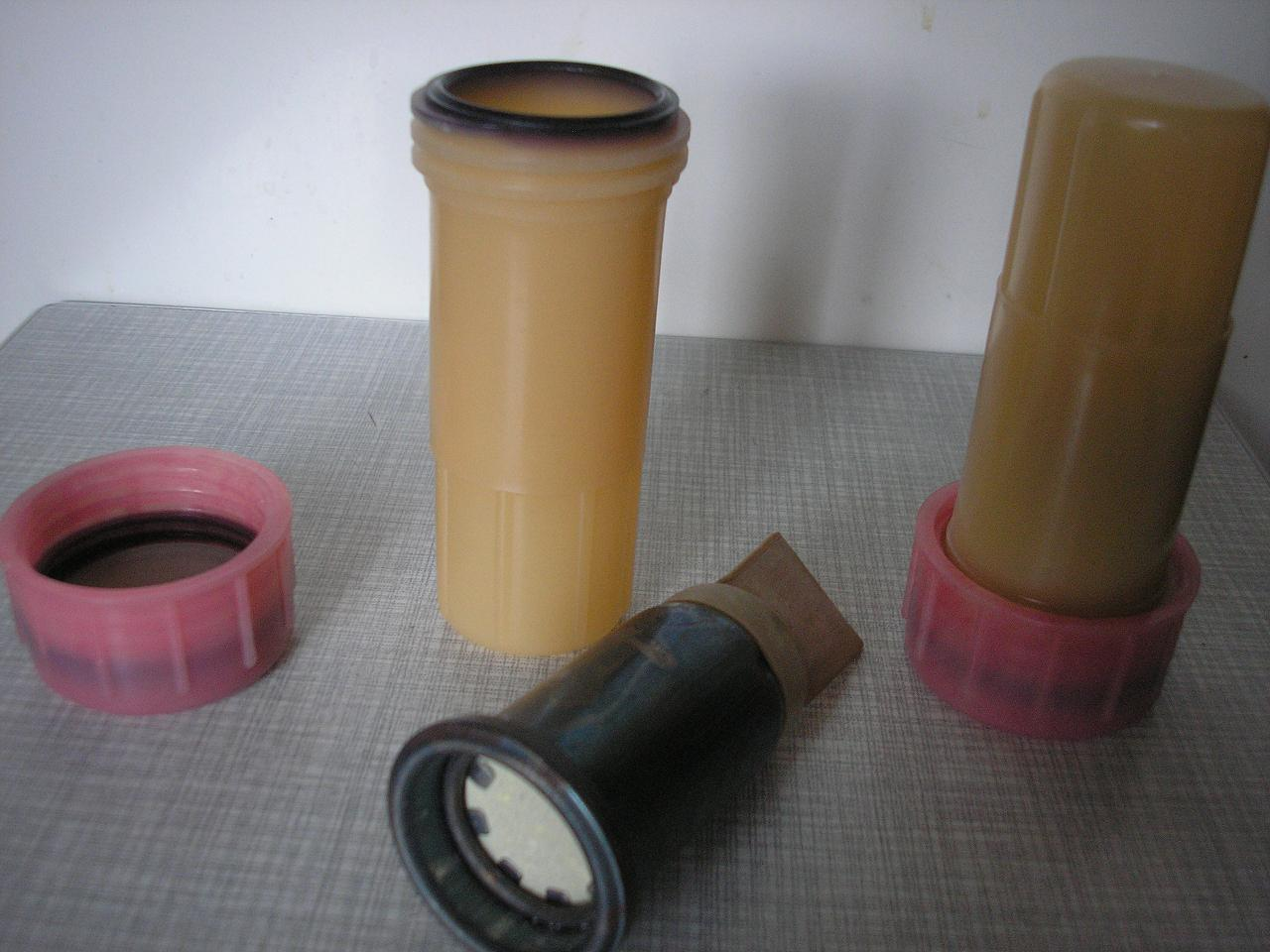
ДП-Т и футляры от него.

ИП-5 (изолирующий противогаз модель 5) — лёгкий изолирующий противогаз, индивидуальное средство защиты и спасения человека, а также изделие для выполнения лёгких водолазных работ на глубинах до 7 метров.

## История
ИП-5 был разработан в Советском Союзе для использования в качестве аварийно-спасательного средства — эвакуации из затонувшей техники, а также для выполнения лёгких водолазных работ на глубинах до 7 метров (ограничено максимальным давлением дыхательной смеси, создаваемой регенеративным патроном (регпатрон, РП), при котором дыхательный мешок не будет сжиматься). В 1982 году сменил морально устаревшие изолирующие противогазы ИП-46 и ИП-46М, последние партии которых были выпущены в 1978 году. ИП-5 выпускаются и по сей день.  
Принцип действия основан на свойстве супероксида калия и натрия выделять кислород при взаимодействии с углекислым газом. Предназначен для защиты органов дыхания, лица и глаз от любых вредных примесей независимо от их концентрации в воздухе, а также при недостатке кислорода. После работы под водой изолирующий противогаз ИП-5 необходимо просушить в помещении или на воздухе в месте, защищенном от прямого попадания солнечных лучей. Противогаз должен идти в комплекте с лицевой частью ШИП-М (шлем-маска изолирующего противогаза, модернизированная) комплектовался чёрной и белой маской, сумкой (мешком) для укладки противогаза и дыхательным мешком с клапаном избыточного давления и двумя приспособлениями дополнительной подачи кислорода ДП-Т (дополнительной подачи, танковый) на один регпатрон РП-5.
РП-5 (регенеративный патрон 5 серии) предназначен для работы на суше:
- при средней физической нагрузке — 75 минут;
- при лёгкой физической нагрузке — до 200 мин.

При работе под водой:
- при лёгкой физической нагрузке — до 90 мин;
- в покое — до 120 мин.

Допустимая глубина погружения - до 7 метров. Масса снаряженного противогаза в комплекте 5,2 кг. Рабочий интервал температур:
- на суше от -40 °C до +50 °C;
- в воде от 1 °C до 30 °C.